# The Upper Cuts
The Upper Cuts – kompilacja utworów francuskiego producenta Alana Braxe'a z lat 1997–2005, sygnowana jako Alan Braxe & Friends i wydana w 2005. W siedmiu z jedenastu utworów współtwórcą jest Fred Falke; jedno z nagrań to Music Sounds Better With You, nagrane wraz z Thomasem Bangalterem (członek Daft Punk) jako Stardust; wśród utworów jest też jeden remiks i nowe nagranie. Płyta zbiera większość wydawanych przez Braxe'a na 12" singli – pierwszym było Vertigo z 1997, ostatnim Link'n'Rings, nagrane z Recem w 2005. Album wydały: własna wytwórnia artysty, Vulture oraz PIAS. Otrzymał on pozytywną recenzję Pitchfork Media i znalazł się 25. miejscu listy najlepszych albumów roku według tej witryny.

## Lista utworów
| Nr  | Tytuł utworu                   | Wykonawca                                | Długość |
| --- | ------------------------------ | ---------------------------------------- | ------- |
| 1.  | „Most Wanted”                  | Alan Braxe & Fred Falke                  | 6:34    |
| 2.  | „In Love With You”             | The Paradise a.k.a. Alan Braxe & Romuald | 4:14    |
| 3.  | „Music Sounds Better With You” | Stardust                                 | 6:46    |
| 4.  | „Intro”                        | Alan Braxe & Fred Falke                  | 4:54    |
| 5.  | „At Night (Alan Braxe Remix)”  | Shakedown                                | 6:32    |
| 6.  | „Love Lost”                    | Alan Braxe & Fred Falke                  | 5:52    |
| 7.  | „Palladium”                    | Alan Braxe & Fred Falke                  | 6:13    |
| 8.  | „Arena”                        | Alan Braxe & Fred Falke                  | 3:35    |
| 9.  | „Rubicon”                      | Alan Braxe & Fred Falke                  | 6:16    |
| 10. | „Penthouse Serenade”           | Alan Braxe & Fred Falke                  | 4:04    |
| 11. | „Link'n'Rings”                 | Rec                                      | 4:10    |
| 12. | „Vertigo”                      | Alan Braxe                               | 7:06    |
|     |                                |                                          | 1:06:16 |

## Twórcy
Na podstawie źródła:
- produkcja: Alan Braxe, Fred Falke, Thomas Bangalter, Terra Deva, Sebo K.
- kompozytorzy (także utworów zremiksowanych): Alan Braxe, Fred Falke, Romualdo, Deva